# ELO 2
ELO 2 (в США: Electric Light Orchestra II) — второй студийный альбом британской группы Electric Light Orchestra, выпущенный в январе 1973 года лейблом Harvest Records в Великобритании и United Artists Records в США. Впоследствии альбом был несколько раз переиздан на CD с добавлением бонус-треков.

## Об альбоме
В начале 1972 года, вскоре после выхода первого альбома и начала работы над ELO 2 группу покинул один из её основателей, Рой Вуд. Хотя его имя не указано на обложке этого альбома, в композициях «In Old England Town» и «From the Sun to the World» можно услышать его игру на виолончели и бас-гитаре. Для того, чтобы компенсировать уход Вуда, игравшего на большом количестве музыкальных инструментов, в группу были приглашены несколько новых музыкантов: Ричард Тэнди (ставший членом группы на долгие годы, вплоть до её распада в 1986), бас-гитарист Майк де Альбукерке, а также виолончелисты Колин Уокер и Майк Эдвардс и скрипач Уилфред Гибсон.
Одна из композиций этого альбома вскоре стала хитом: «Roll Over Beethoven» — кавер-версия известной песни Чака Берри, которую ELO предварили фрагментом из произведений самого Бетховена. В январе того же года «Roll Over Beethoven» была издана в виде сингла (с композицией «Queen of the Hours» из предыдущего альбома на второй стороне).
Завершает альбом композиция «Kuiama» — самая длинная композиция группы за всю историю её существования. Текст песни, написанный Джеффом Линном, рассказывает историю солдата во время войны (возможно, имеется в виду война во Вьетнаме, хотя никаких явных указаний на это в тексте песни нет), который встретил сироту, блуждающую в руинах деревни, разрушенной во время сражения. Солдат пытается успокоить девочку, а также объяснить, каким образом он оказался одним из тех, кто убил её родителей.

## Список композиций
Автор всех композиций — Jeff Lynne, если не указано обратное.

### Сторона «А»
1. «In Old England Town (Boogie No. 2)» — 6:56
2. «Momma» — 7:03 (на американском издании: «Mama»)
3. «Roll Over Beethoven» (Chuck Berry) — 8:10, 7:03 (UK edition)

### Сторона «Б»
1. «From the Sun to the World (Boogie No. 1)» — 8:20
2. «Kuiama» — 11:19

### Бонус-треки (2006)
1. «In Old England Town (Instrumental)» — 2:43
2. «Baby, I Apologise» (Session outtake) — 3:43
3. «In Old England Town (Take 1, alternate mix)» — 6:56
4. «Roll Over Beethoven (Take 1)» (Berry) — 8:15

## Участники записи
Electric Light Orchestra:
- Джефф Линн — вокал, гитары, синтезатор Муга
- Бив Бивэн — ударные, перкуссия
- Ричард Тэнди — фортепиано, фисгармония, синтезатор Муга, гитара, бэк-вокал
- Майк де Альбукерке — бас-гитара, бэк-вокал
- Майк Эдвардс[англ.] — виолончель
- Уилфред Гибсон[англ.] — скрипка
- Колин Уокер[англ.] — виолончель

Приглашенные музыканты:
- Марк Болан — гитара (треки 10—12)
- Рой Вуд — бас-гитара, виолончель (треки 1, 4)